# Annexion

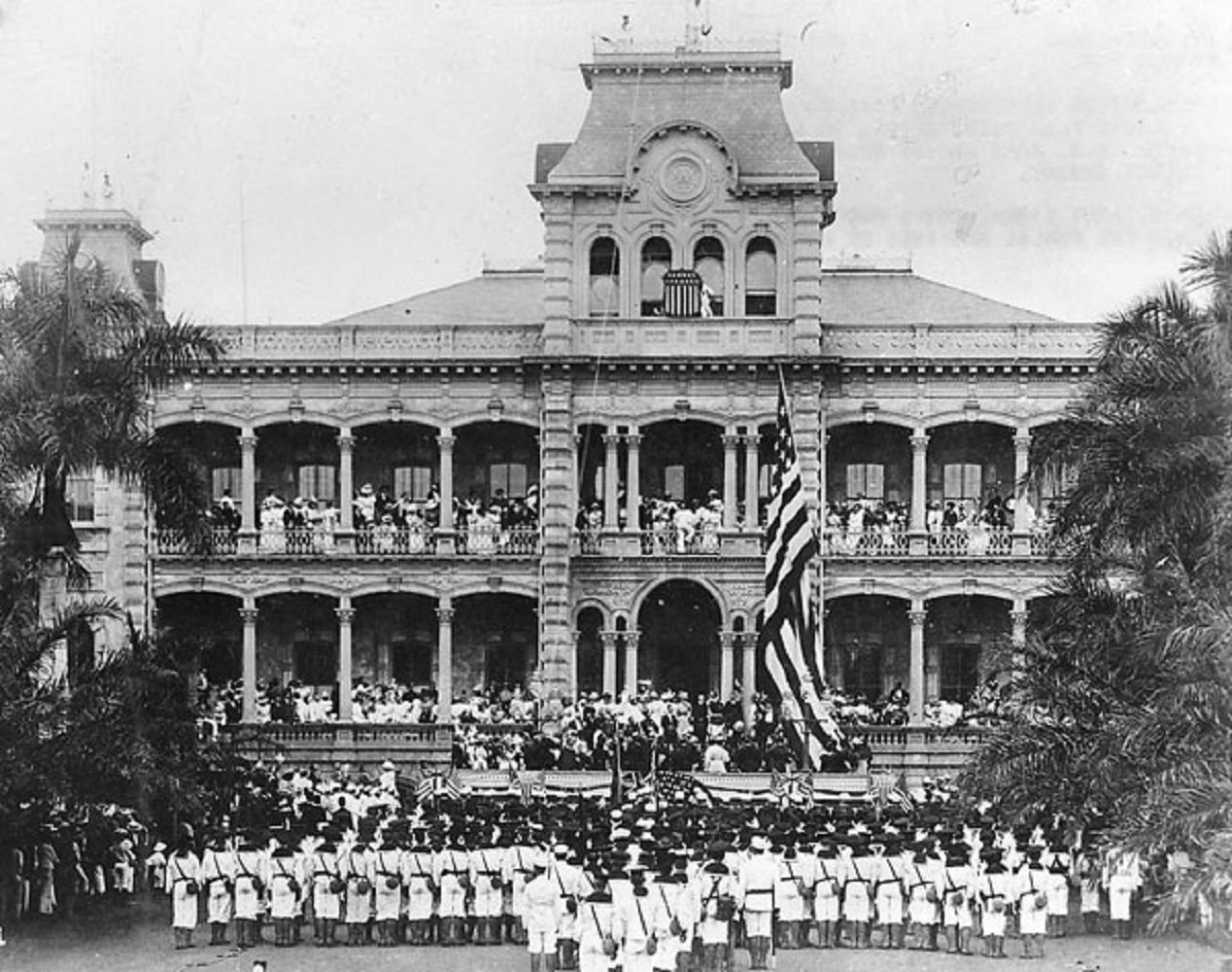
USA:s flagga hissas i Honolulu vid annexionen av Hawaii.

Annexion (även annektion, annexation, annektering eller införlivande) sker när man tar ett landområde i besittning, genom våld eller annan ensidig (unilateral) maktutövning. Det sker ofta av en stat gentemot territorium som tillhör en annan stat.

## Beskrivning
Vid en annexion hävdar en stat att ett visst territorium (landområde) i sin helhet ska betraktas som en legitim del av den staten. Detta förutsätter i regel att staten först genomfört en ockupation eller motsvarande, så att staten kan sägas kontrollera området mot andra makter eller mot dem som dittills kontrollerat området.
En annexion kan exempelvis ske av en annan stats provins eller landsända. Annexionen kan stadfästas genom att de båda staterna – i efterhand – sluter ett avtal om det hela. Om annexionen inte erkänns av tredje part, brukar man kalla hela processen för en ockupation.
Annexion kan även ske av territorium som ingen annan stat tidigare har haft några anspråk på. Bland annat annekterade europeiska stater under 1800-talet stora landområden i Afrika och Asien som inte kontrollerades av allmänt erkända stater.

## Kända annexioner
- 1845 – USA:s annexion av Texas från Mexiko
- 1883 – Chiles annexion av delar av Atacamaöknen från Bolivia[2]
- 1898 – USA:s annexion av Filippinerna.
- 1898 – USA:s annexion av Hawaii.
- 1903 – USA:s annexion av Guantánamobukten.
- 1908–1909 – Österrike-Ungerns annexion av Bosnien och Hercegovina (Bosnienkrisen).
- 1910–1945 – Japans annexion av Korea.
- 1938–1939 – Nazitysklands annexion av Sudetlandet, Österrike och västra Polen
- 1945 – Sovjetunionens annexion av norra delen av Ostpreussen (nuvarande Kaliningrad oblast) och östra Polen efter andra världskriget
- 1945 – Polens annexion av östra Tyskland (öster om Oder-Neisse-linjen) och södra Ostpreussen efter andra världskriget.
- 1967/1980 – Israels annexion av Östra Jerusalem samt av Golanhöjderna
- 1976 – Marockos och Mauretaniens annexion av Västsahara[3]
- 1950–1951 – Kinas annexion av Tibet[4]
- 1955 – Storbritanniens annexion av Rockall[5]
- 2014 – Ryssland annekterar Krim den 18 mars.[6]
- 2022 – Ryssland annekterar Luhansk, Donetsk, Cherson och Zaporizjzja den 30 september.[7]